# Zifiide
Zifiidele (Ziphiidae) sau balenele cu cioc, delfini cu cioc este o familie de balene din subordinul odontocete, care cuprinde 6 genuri și 21-23 de specii actuale,  răspândite larg în toate apele mărilor și oceanelor globului mai adânci de 200 m, de la marginea ghețarilor până la ecuator. Trăiesc în apele oceanice adânci, mai ales în jurul formațiunilor de pe fundul mării, cum ar fi canioanele, munții submarini și taluzurile.
Au un corp robust în formă cilindrică, de talie mică sau mijlocie (lungimea = 3,9–12,8 m). Dimorfismul sexual este invers - femelele fiind mai mari decât masculii. Botul, fără cută între el și frunte, este subțire și lung, asemănător cu un cioc de pasăre, de unde le vine și numele de "balenele cu cioc" sau "delfini cu cioc". Înotătoarea dorsală este mică, dar prezentă la toate zifiidele și este situată în treimea posterioară a spatelui. Înotătoarele pectorale sunt mici, inserate într-o invaginare laterală a corpului. De la bărbie pornesc spre piept, două șanțuri adânci în piele. Coada este mare, iar marginea posterioară a ei este lipsită de o incizură centrală care la alte cetacee împarte coada în doi lobi. Au o dantură foarte redusă, cu doar 1-2 perechi de dinți funcționali în gură, numai pe mandibulele masculilor; excepție fac balenele din genul Berardius, la care femelele au două perechi de dinți și cele din genul Tasmacetus, la care ambele sexe au șiruri lungi de dinți mici, dar funcționali.Se hrănesc cu pește,calamar,plante marine și alte organisme mici.
Se știe puțin despre biologia și obiceiurile balenelor cu cioc. Duc o viață colonială și sunt foarte bune scufundătoare, la adâncimi mari, în căutarea hranei principale - caracatițele.

## Sistematica
- Suprafamilia Ziphioidea
  - Familia Ziphiidae - Balenele cu cioc
    - Subfamilia Berardiinae
      - Genul Berardius
        - Berardius arnuxii - Balena lui Arnoux sau Balena cu cioc
        - Berardius bairdii - Balena lui Baird

    - Subfamilia Hyperoodontinae
      - Genul Hyperoodon
        - Hyperoodon ampullatus - Balena arctică sau Balena nord-atlantică
        - Hyperoodon planifrons - Balena antarctică sau Balena cu fața lată sau Balena sudică

      - Genul Indopacetus
        - Indopacetus pacificus - Balena lui Longman

      - Genul Mesoplodon - Balenele cu gura deschisă
        - Mesoplodon "A" - Balena cu cioc bandolero
        - Mesoplodon bidens - Balena lui Sowerby
        - Mesoplodon bowdoini - Balena lui Andrews sau Balena lui Bowdoin
        - Mesoplodon carlhubbsi - Balena lui Hubbs
        - Mesoplodon densirostris - Balena lui Blainville
        - Mesoplodon europaeus - Balena lui Gervais
        - Mesoplodon ginkgodens - Balena cu dinți bilobați sau Balena japoneză
        - Mesoplodon grayi - Balena cu botul lung sau Balena lui Gray
        - Mesoplodon hectori - Balena lui Hector
        - Mesoplodon hotaula - Balena cu cioc a lui Deraniyagala
        - Mesoplodon layardii - Balena lui Layard sau Balena curea
        - Mesoplodon mirus - Balena lui True
        - Mesoplodon perrini - Balena cu cioc a lui Perrin
        - Mesoplodon peruvianus - Balena pitică cu cioc sau Balena peruviană
        - Mesoplodon stejnegeri - Balena lui Stejneger
        - Mesoplodon  traversii sau Mesoplodon bahamondi  - Balena cu cioc a lui Travers

    - Subfamilia Ziphiinae
      - Genul Tasmacetus
        - Tasmacetus shepherdi - Balena tasmaniană

      - Genul Ziphius
        - Ziphius cavirostris - Balena lui Cuvier